# Ribsden Holt
Ribsden Holt è una ex residenza reale a Windlesham, Surrey, in Inghilterra che fu residenza della Principessa Luisa, duchessa di Argyll e di Patricia Ramsay. Oggi è chiamata anche Ribsden Hall.

## Storia
La casa, situata dietro un lungo viale, fu costruita alla fine degli anni '70 dell'Ottocento per l'avvocato inglese Henry Cadogan Rothery. Dopo la morte di Rothery, nel 1888, la sua vedova Madelaine visse lì fino alla sua morte nell'ottobre 1891. Richard Copley Christie, anche lui avvocato inglese, e sua moglie Mary Helen (figlia di Samuel Fletcher MP) acquistarono la proprietà intorno al 1892. Christie morì a Ribsden nel gennaio 1901 e la sua vedova vi morì nel febbraio 1911. La principessa Luisa, duchessa di Argyll vi visse per un certo periodo dalla sua vendita all'asta nel 1911 fino al 1939. Successivamente la residenza fu occupata da Lady Patricia Ramsay (e da suo marito, Sir Alexander Ramsay) dal 1939 fino alla sua morte nel 1974. Dopo la sua morte, la casa passò in proprietà privata.